# 동국신속삼강행실도
《동국신속삼강행실도》(東國新續三綱行實圖)는 광해군 9년(1617년)에 유근이 편찬한 《삼강행실도》의 속편이다. 18권 18책의 목판본으로 되어 있으며 충신, 효자, 열녀의 업적을 기리기 위해 쓰였다. 한문으로 쓰고 한글 풀이를 달았으며 그림도 포함되어 있다. 고등학교 국어 교과서(상)에 수록되어 있다.

## 같이 보기
- 《삼강행실도》